# Доминиканска република
Доминиканската република или Доминикана (на испански: República Dominicana, МФА [re'puβlika domini'kana]) е страна, която заема две трети от остров Испаньола и граничеща с Хаити. Именно оттук е започнало завладяването на Американския континент.

## История
- 1492 г. – островът е открит от Христофор Колумб и е наречен Еспаньола. Около 1 млн. индианци – кариби, са убити за 150 г.;
- 1496 г. – основан е град Санто Доминго, първият град на американския континент;
- 1697 г. – западната част е предадена на Франция;
- 1795 г. – целият остров е завладян от Франция;
- 1808 г. – Испания отново завладява Санто Доминго;
- 30 ноември 1821 г. – страната е освободена от испанско господство и става част от Колумбийската федерация;
- 1822 г. – превзета е от Република Хаити;
- 1844 г. – антихаитянско въстание и провъзгласяване на Доминиканската република;
- 1916 – 1924 г. – страната е окупирана от САЩ;
- 1930 – 1961 г. – Доминиканската република се управлява от диктатора Рафаел Леонидас Трухильо;
- 1965 г. – въстание против хунтата, намеса на САЩ и намеса на ООН;
- 1984 г. – демократични избори.

## География
Доминиканската република е разположена в източната част на остров Испаньола – втория по големина остров от архипелага на Големите Антилски острови. Площта на страната е 48 730 км², което я прави втора по големина измежду всички Антилски държави, след Куба. Столицата на страната е град Санто Доминго, разположен на южния бряг на страната.
На територията на страната са разположени четири важни планински вериги. Най-северната верига е Кордилера Септентрионал, която се простира от северозападното крайбрежно градче Монте Кристи, разположено близо до границата с Хаити, до полуостров Самана на изток. Веригата е успоредна на крайбрежието на Атлантическия океан. Най-високата планинска верига в Доминиканската република, а и в целия Карибски басейн е Кордилера Сентрал. В тази планина са разположени четирите най-високи върха в Карибския басейн – Пико Дуарте (3098 м), Ла Пелона (3094 м), Ла Русиля (3049 м) и Пико Йаке (2760 м). В югозападната част на страната, южно от Кордилера Сентрал, са разположени други две планински вериги. Едната от тях е Сиера де Нейба, а другата е Сиера де Баоруко, която е продължение на планината Масиф де ла Селе в Хаити. Освен тези четири основни планински вериги, в страната са разположени и други, по-малки планини като Кордилера Ориентал, Сиера Мартин Гарсия, Сиера де Ямаса и Сиера де Самана.
Освен с планинските си вериги, Доминиканската република се слави и с долините и равнините си. Между Кордилера Сентрал и Кордилера Септентрионал е разположена богатата и плодородна долина Сибао. В тази важна долина са разположени град Сантяго де Лос Кабайерос и повечето от обработваемите земи на страната. По-малко плодородна е полусухата долина Сан Хуан, разположена южно от Кордилера Сентрал. Още по-суха е долината Нейба, закътана между Сиера де Нейба и Сиера де Баоруко. Районът около град Енрикийо в страната е под морското равнище, с горещ, сух климат и обстановка, наподобяваща пустиня. В страната има също други, по-малки долини като Констанза, Жарабакоа и др.

## Политика
Президентска република. Глава на държавата и правителството – президент, избиран за 4 години. Законодателната власт принадлежи на Национален конгрес, състоящ се от Сенат (30 членове) и Палата на депутатите (149 членове), избирани за 4 години.

## Административно деление
Доминиканската република има 31 провинции и 1 национален (столичен) окръг.

## Население
Населението на Доминиканската република, според преброяването на ООН през 2007 г., е приблизително 9 760 000 души, което поставя страната на 82-ро място по население сред общо 193 държави в света. През 2007, 5 % от населението на страната е над 65-годишна възраст и 35 % е под 15-годишна възраст. На всеки 100 жени се падат по 103 мъже. Според ООН, годишният прираст на населението за 2006 – 2007 е 1,5 %, с прогноза през 2015 г. населението на страната да се увеличи до 10 121 000 души.
Доминиканското правителство оцени гъстотата на населението през 2007 г. на 192 души/км² и съобщи, че градското население в страната възлиза на 63 %. Южните крайбрежни равнини и долината Цибао са най-гъстонаселените места в страната. Столицата, град Санто Доминго има население от 3 014 000 души през 2007. Други важни градове са Сантяго де лос Кабайерос (население 756 000 души), Ла Романа (250 000), Сан Педро де Макорис, Сан Фелипе де Пуерто Плата и Консепсион де ла Вега.

## Икономика
Слабо развита, аграрна страна. Основа на икономиката е селското стопанство, в което са заети 50 % от работещите в страната. Основни култури – захар, банани, ориз, какао, кафе, бобови, тютюн. Селскостопанските площи заемат 40 % от територията на страната. Развито е пасбищното животновъдство. Промишлеността е представена от малки предприятия за преработване на суровини и производство на потребителски стоки. Най-добре развит отрасъл е производството на захар. В последните години се появяват предприятия на химическата промишленост и производството на тъкани от изкуствени влакна. Има залежи на боксити, желязна руда, медна руда, мрамор, злато, кобалт и титан. Известна е и с пурите, които се произвеждат, определяни като едни от най-качествените и скъпи в света.